# 夜光運河

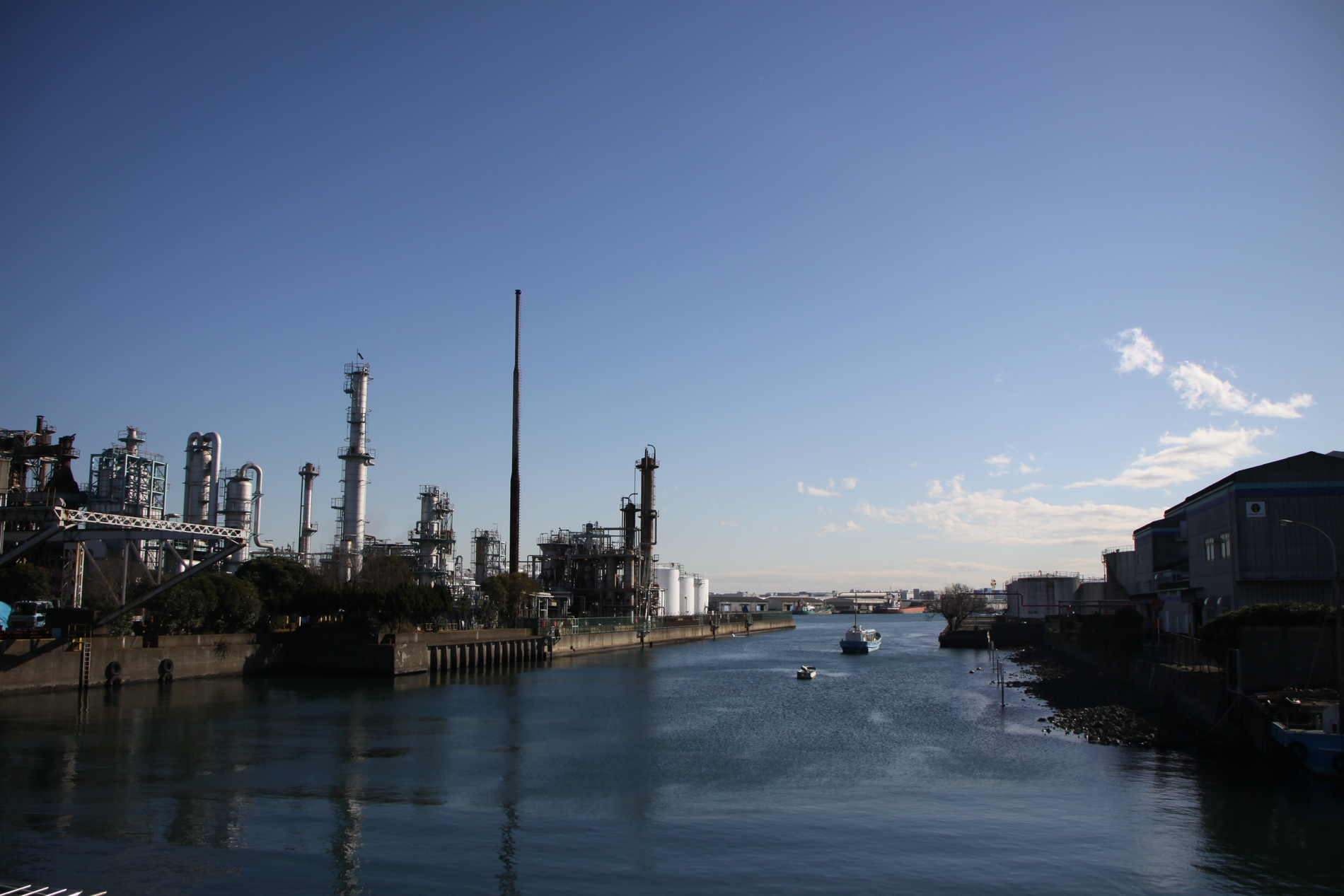
汐留橋から撮影。

夜光運河（やこううんが）は、神奈川県川崎市川崎区に存在する運河。京浜工業地帯である川崎区南側の埋立地を通っている。この水域は運河であると同時に、「夜光運河泊地」という名称もついている。また、汐留橋付近には屋形船が停泊している。

## 地理

### 隣接している区画・運河

#### 区画
- 夜光

#### 運河
- 千鳥運河
- 水江運河
- 塩浜運河

上記3つの運河とは、南端で合流する。

## 運河データ
- 起点:夜光2・3丁目の南岸
- 終点:汐留橋（汐留橋の北側欄干の辺りで運河はせき止められている）
- 長さ:300メートル
- 幅:30～40メートル
- 水深:1～3メートル

## 命名由来
隣接する区画「夜光」に由来する。
座標: 北緯35度31分13秒 東経139度44分39秒 / 北緯35.52028度 東経139.74417度